# Еносис
Еносис (на гръцки: Ένωσις — съюз, обединение, единство) се отнася до движението на различни гръцки общности живеещи извън Гърция за присъединяването им към гръцката държава. Еносисът е своеобразен гръцки иредентизъм.
Най-широко известният случай е на гръцко-кипърското обединение след преврата в Кипър от 1974 г.
Идеологията на еносиса датира още от гръцката революция (1830 г.), когато гръцкото движение за независимост се опитва да обедини цялата гръцка общност извън района на революционните действия. В крайна сметка след шест лондонски протокола и подписания в резултат от тях константинополски договор (1832), новосъздаденото кралство Гърция е издърпано на материка на север на линията Арта-Волос.
Еносисът се подкрепя най-вече от Британия, която отстъпва на гръцкото кралство Йонийските острови през 1864 г. Крит е присъединен към Гърция през 1913 г. в резултат от Балканските войни, а Додеканезите през 1947 г. след ВСВ.
В края на Първата световна война, Гърция в резултат от политиката на еносиса се опитва да анексира части от Западна Анатолия по покана на победоносните си съюзници през Първата световна война, особено на британския премиер Дейвид Лойд Джордж. Опитът за еносис на Анатолия обаче завършва с жестока малоазийска катастрофа в резултат от загубата във втората гръцко-турска война.
Друг провал на политиката на еносис е създадената Автономна република Северен Епир. 